# Poecilomyia annulata
Poecilomyia annulata är en tvåvingeart som beskrevs av Friedrich Georg Hendel 1914. Poecilomyia annulata ingår i släktet Poecilomyia och familjen Richardiidae. Inga underarter finns listade i Catalogue of Life.